# القادسیه (فیلم)
القادسیه (انگلیسی: Al Qadisiyya) یک فیلم به کارگردانی صلاح ابوسیف است که در سال ۱۹۸۱ منتشر شد. از بازیگران آن می‌توان به سعاد حسنی اشاره کرد. این فیلم دوازدهمین جشنواره فیلم مسکو راه یافته‌بود.